# Wright-Omega-Funktion

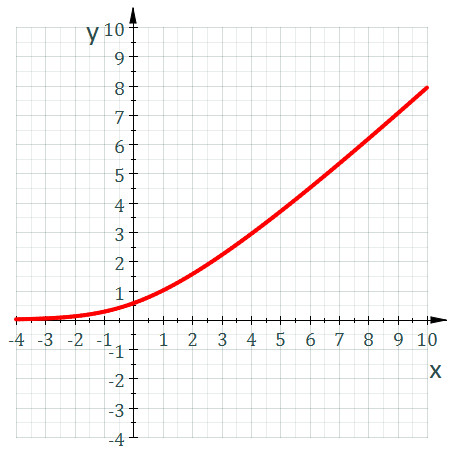
Die Wright-Omega-Funktion entlang der realen Achse

In der Mathematik ist die Wright-Omega-Funktion, auch Wright-Funktion genannt, geschrieben als ω, definiert über die Lambertsche W-Funktion:
{\displaystyle \omega (z)=W_{{\big \lceil }{\frac {\mathrm {Im} (z)-\pi }{2\pi }}{\big \rceil }}(e^{z}).}

## Verwendungen
Eine der Hauptanwendungen dieser Funktion ist die Auflösung der Gleichung z = ln(z), da die einzige Lösung durch z = e−ω(π i) gegeben ist.
y = ω(z) ist einer der Lösungen, wenn {\displaystyle z\neq x\pm i\pi } für x ≤ −1, der Gleichung y + ln(y) = z. Die Wright-Omega-Funktion ist auf allen Zweigen außer zweien stetig und gerade analytisch.

## Eigenschaften
Die Wright-Omega-Funktion erfüllt die Relation {\displaystyle W_{k}(z)=\omega (\ln(z)+2\pi ik)}.
Sie erfüllt auch die Differentialgleichung
{\displaystyle {\frac {d\omega }{dz}}={\frac {\omega }{1+\omega }}}
immer dann wenn ω analytisch ist (wie leicht erkannt werden kann mit der Trennung der Variablen und dem erhalten der Gleichung {\displaystyle \ln(\omega )+\omega =z}) und daraus folgt die Konsequenz, dass ihr Integral so geschrieben werden kann:
{\displaystyle \int w^{n}\,dz={\begin{cases}{\frac {\omega ^{n+1}-1}{n+1}}+{\frac {\omega ^{n}}{n}}&{\mbox{wenn }}n\neq -1,\\\ln(\omega )-{\frac {1}{\omega }}&{\mbox{wenn }}n=-1.\end{cases}}}
Die Taylorreihenentwicklung um den Punkt {\displaystyle a=\omega _{a}+\ln(\omega _{a})} hat die Form:
{\displaystyle \omega (z)=\sum _{n=0}^{+\infty }{\frac {q_{n}(\omega _{a})}{(1+\omega _{a})^{2n-1}}}{\frac {(z-a)^{n}}{n!}}}
wobei
{\displaystyle q_{n}(w)=\sum _{k=0}^{n-1}{\bigg \langle }\!\!{\bigg \langle }{\begin{matrix}n+1\\k\end{matrix}}{\bigg \rangle }\!\!{\bigg \rangle }(-1)^{k}w^{k+1}}
in welcher
{\displaystyle {\bigg \langle }\!\!{\bigg \langle }{\begin{matrix}n\\k\end{matrix}}{\bigg \rangle }\!\!{\bigg \rangle }}
die Euler-Zahl zweiter Ordnung ist.

## Spezielle Werte
{\displaystyle {\begin{array}{lll}\omega (0)&=W_{0}(1)&\approx 0.56714\\\omega (1)&=1&\\\omega (-1\pm i\pi )&=-1&\\\omega (-{\frac {1}{3}}+\ln \left({\frac {1}{3}}\right)+i\pi )&=-{\frac {1}{3}}&\\\omega (-{\frac {1}{3}}+\ln \left({\frac {1}{3}}\right)-i\pi )&=W_{-1}\left(-{\frac {1}{3}}e^{-{\frac {1}{3}}}\right)&\approx -2.237147028\\\end{array}}}

## Graphische Darstellungen

Graphische Darstellungen der Wright-Omega-Funktion auf der komplexen Ebene
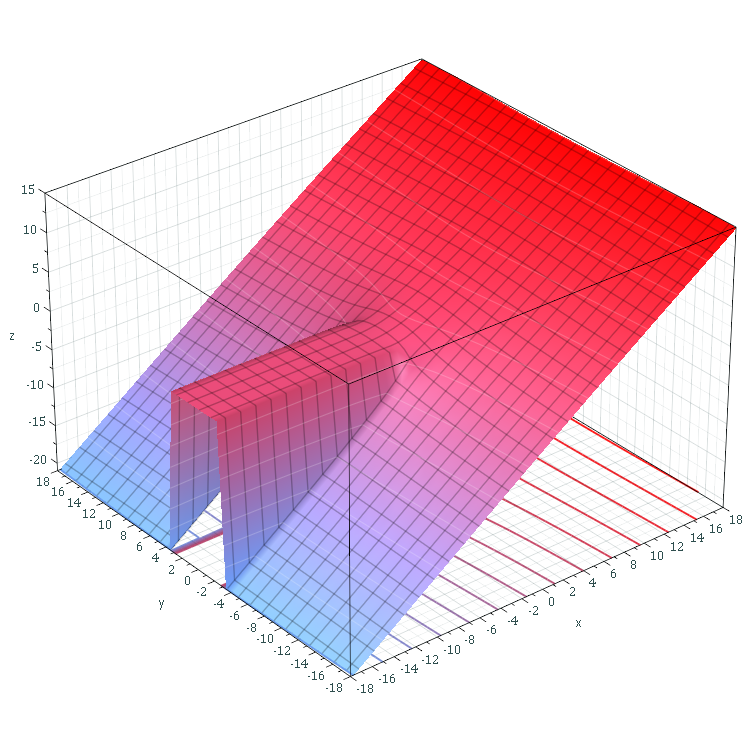
z = Re(ω(x + i y))
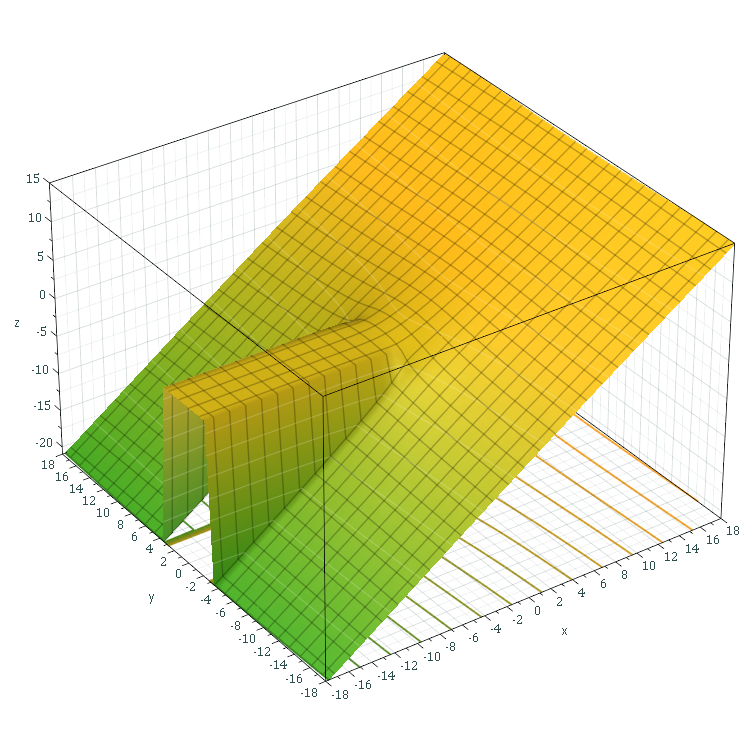
z = Im(ω(x + i y))
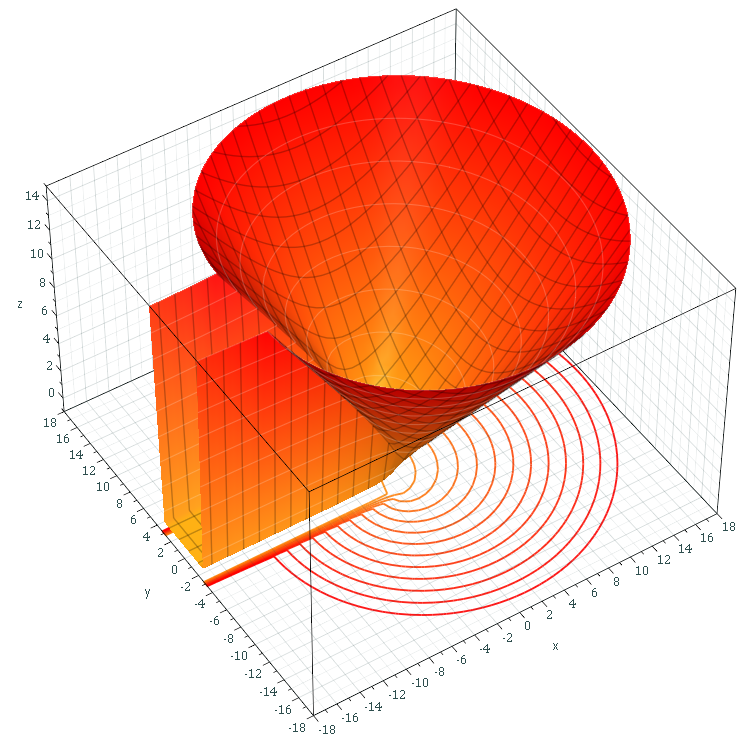
ω(x + i y)